# Flóra Gondos
Flóra Piroska Gondos (* 11. April 1992 in Wien) ist eine ungarische Wasserspringerin. Sie startet im Kunstspringen vom 1-m- und 3-m-Brett und mit Zsófia Reisinger im 3-m-Synchronspringen, trainiert wird sie von Katalin Haász.
Gondos nimmt seit 2006 an internationalen Wettkämpfen teil und errang bei der Junioreneuropameisterschaft 2009 in Budapest mit Silber vom 3-m-Brett ihre erste Medaille. Im Erwachsenenbereich debütierte sie bei der Europameisterschaft 2008 in Eindhoven, schied jedoch nach ihren Vorkämpfen aus. Erste Finalteilnahmen erreichte Gondos Im Jahr 2009 im 3-m-Synchronspringen. Mit Reisinger belegte sie bei der Europameisterschaft in Turin Rang sechs und bei der Weltmeisterschaft in Rom Rang zwölf. In Finals von Einzelwettbewerben konnte Gondos erstmals bei der Europameisterschaft 2010 in Budapest und 2011 in Turin einziehen, sie wurde vom 3-m-Brett Siebte bzw. Sechste. Gondos qualifizierte sich im Einzel vom 3-m-Brett für die Olympischen Spiele 2012 in London.